# Ivan Mariz
Ivan Mariz (ur. 16 stycznia 1910 w Belém, zm. 13 maja 1982 w Rio de Janeiro) – brazylijski piłkarz występujący na pozycji ofensywnego pomocnika.
Ivan Mariz całą piłkarską karierę spędził we Fluminense FC, gdzie grał w latach 1928–1936. Największymi jego osiągnięciami z Fluminense był mistrzostwo stanu Rio de Janeiro – Campeonato Carioca 1936. W tym roku Ivan Mariz z powodu kontuzji zmuszony został do zakończenia kariery piłkarskiej.
Ivan Mariz na początku lat 30. grał w reprezentacji Brazylii, z którą uczestniczył w mistrzostwach świata w 1930 roku w Urugwaju. Na mistrzostwach nie wystąpił jednak w żadnym meczu. W reprezentacji zadebiutował dopiero 4 grudnia 1932 w wygranym 2-1 meczu z reprezentacją Urugwaju w ramach Pucharu Rio Branco (rok wcześniej podczas tego pucharu był rezerwowym). Był to jego jedyny występ w reprezentacji Brazylii (obok tego meczu wystąpił w 3 towarzyskich meczach z drużynami klubowymi w 1932 roku).